# マルボフロキサシン
マルボフロキサシン（英：Marbofloxacin）はカルボン酸誘導体の第三世代フルオロキノロン系抗生物質である。Marbocyl、Forcyl、Marbo vet、Zeniquinの商品名で動物用医薬品として使用されている。マルボフロキサシン、クロトリマゾール、デキサメタゾンの合剤はAurizon（CAS番号115550-35-1）という名で使用可能である。

## 作用機序
作用機序はあまり解明されていないが、他のフルオロキノロン系抗生物質と同様に、細菌のDNAジャイレースを阻害することにより迅速な殺菌作用を示すと考えられている。The other proposed mechanisms include that it acts against nondividing bacteria and does not require protein and RNA synthesis, which block protein and RNA synthesis respectively.

## 活性
マルボフロキサシンは合成の広域スペクトル殺菌剤である。マルボフロキサシンの殺菌活性は濃度依存性で、感受性細菌の細胞死は暴露後20～30分以内に起こる。他のフルオロキノロン系と同様に、マルボフロキサシンはグラム陽性菌とグラム陰性菌の両方で、細菌複製の静止期と増殖期の両方で活性を示す。
多くのグラム陰性桿菌や球菌に対して有効である：
- エロモナス属
- ブルセラ属
- カンピロバクター
- クラミジア・トラコマチス
- エンテロバクター属
- 大腸菌
- ヘモフィルス属
- クレブシエラ属
- マイコバクテリウム属
- マイコプラズマ
- en:Amoeba proteus
- 緑膿菌
- サルモネラ
- セラチア属
- 赤痢菌
- ブドウ球菌 (ペニシリナーゼ産生株およびメチシリン耐性株を含む)
- ビブリオ属
- エルシニア属

## 利用
マルボフロキサシンは経口および局所投与の両方で使用できる。特にイヌやネコの皮膚、呼吸器系、乳腺の感染症や泌尿器感染症に使用される。イヌの場合、1日1回2.75～5.5mg/kgを投与する。治療期間は通常少なくとも5日間で、真菌感染症やyeast infectionを併発している場合はそれ以上かかる。最大治療期間は30日間である。

## 禁忌および副作用
マルボフロキサシンは軟骨異常の可能性があるため、幼若動物への投与は通常は避けるべきである。稀に中枢神経系（CNS）刺激を起こすあるため、発作性障害のある場合には慎重に使用すべきである。
特定の条件下では、ジアゼパムで治療可能な痙攣などの不快感を引き起こすことがある。その他の副作用は、通常、消化器（GI）症状（嘔吐、食欲不振、軟便、下痢）および活動性低下に限られる。